# عشعاشه
عشعاشة (به عربی: عشعاشة) در الجزایر است که در mostaganem province واقع شده‌است.

## خصوصیات
عشعاشة ۳۱٬۳۶۰ نفر جمعیت دارد.